# Abère
Abère (okzitanisch Avera) ist eine französische Gemeinde mit 159 Einwohnern (Stand 1. Januar 2022) im Département Pyrénées-Atlantiques in der Region Nouvelle-Aquitaine. Die Gemeinde gehört zum Arrondissement Pau und zum Kanton Pays de Morlaàs et du Montanérès (bis 2015: Kanton Morlaàs). Die Bewohner werden Abérois genannt.

## Geographie
Die Gemeinde liegt circa 15 Kilometer nordöstlich von Pau. Umgeben wird Abère von den Nachbargemeinden Gerderest und Monassut-Audiracq im Norden, Anoye im Osten, Baleix und Lespourcy im Süden sowie Saint-Laurent-Bretagne im Westen.
Abère liegt im Einzugsgebiet des Flusses Adour und wird durchquert vom Lées und von seinem kleinen Zufluss Mondane.

## Geschichte
Der Herrensitz von Abère taucht in Erwähnungen des 10. Jahrhunderts auf. Aufeinanderfolgend ist er im Besitz von Gratien de Navailles, Bernard d’Abère, Jehannot de Cauna, Jehan de Laplace, Timothée de Béarn und schließlich von den Bordenave d’Abère, die letzten Edelleute des Ortes bis zum 19. Jahrhundert.
Das Château de Bordenave d’Abère wurde wahrscheinlich im 16. Jahrhundert errichtet, erkennbar am gotischen Stil einer Öffnung in der Fassade sowie einem Erker im Pultdach. Im 18. Jahrhundert wurde das Schloss umgestaltet, was Jahreszahlen am Fuß der Treppe (1732) und über der Eingangstür (1747) belegen.

### Einwohnerentwicklung
| Jahr      | 1968 | 1975 | 1982 | 1990 | 1999 | 2006 | 2008 | 2013 |
| --------- | ---- | ---- | ---- | ---- | ---- | ---- | ---- | ---- |
| Einwohner | 140  | 133  | 132  | 123  | 133  | 144  | 146  | 157  |

Quellen: EHESS/Cassini bis 2006, INSEE ab 2008

## Sehenswürdigkeiten
- Schloss Bordenave d’Abère

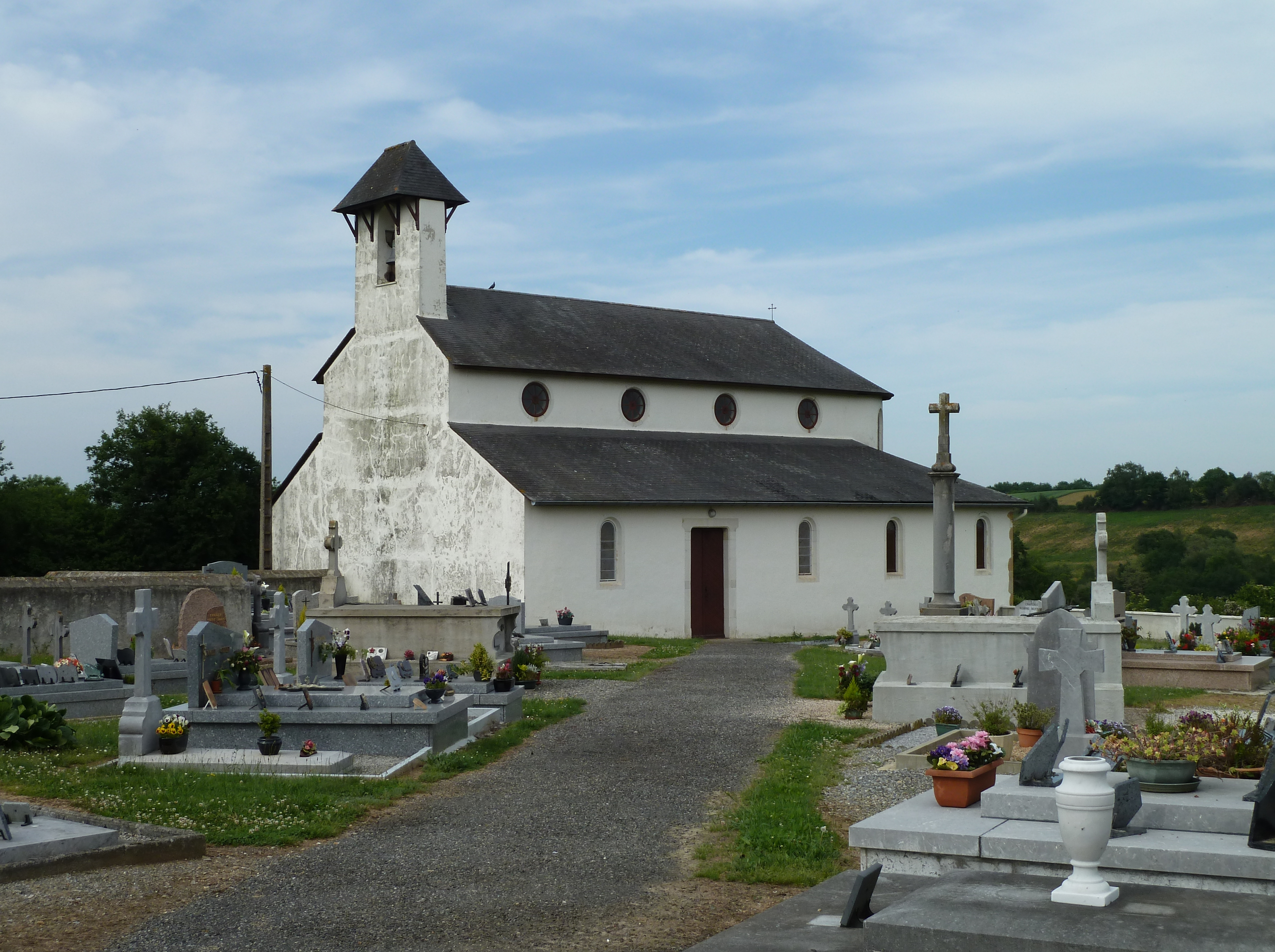
Kirche

- Wohnhäuser und Bauernhöfe, genannt Haus Menyucq aus dem 19. Jahrhundert
- Ziegelei, bereits im 17. Jahrhundert erwähnt und auf der Carte de Cassini geführt
- Kirche, gewidmet Johannes dem Täufer, datiert teilweise aus dem 11. Jahrhundert, mit Kirchenmöbeln, einem Gemälde, Statuen und sonstigen Objekten, geführt im Gesamtbestandsverzeichnis des Kulturguts (Inventaire général du patrimoine culturel)
- Pfarrhaus, erstanden von der Gemeinde 1809, restauriert um 1867

## Wirtschaft und Infrastruktur

### Verkehr
Abère ist angeschlossen an die Routes départementales 7 und 207.